# Melchisedec Sikuli Paluku
Melchisedec Sikuli Paluku (Lukanga, 27 januari 1952) is een Congolees rooms-katholiek geestelijke en bisschop.
Hij werd in 1978 tot priester gewijd. Hij werd in 1998 benoemd tot bisschop van Butembo-Beni als opvolger van Emmanuel Kataliko, die in 1997 was benoemd tot aartsbisschop van Bukavu. Hij koos als devies "Fiat voluntas tua". Hij is ook voorzitter van FOMEKA (Fondation Monseigneur Emmanuel Kataliko).